# Jan Hartman
Jan Marek Hartman (ur. 18 marca 1967 we Wrocławiu) – polski filozof pochodzenia żydowskiego, bioetyk, profesor nauk humanistycznych, wydawca, publicysta, nauczyciel akademicki, polityk. 

## Życiorys

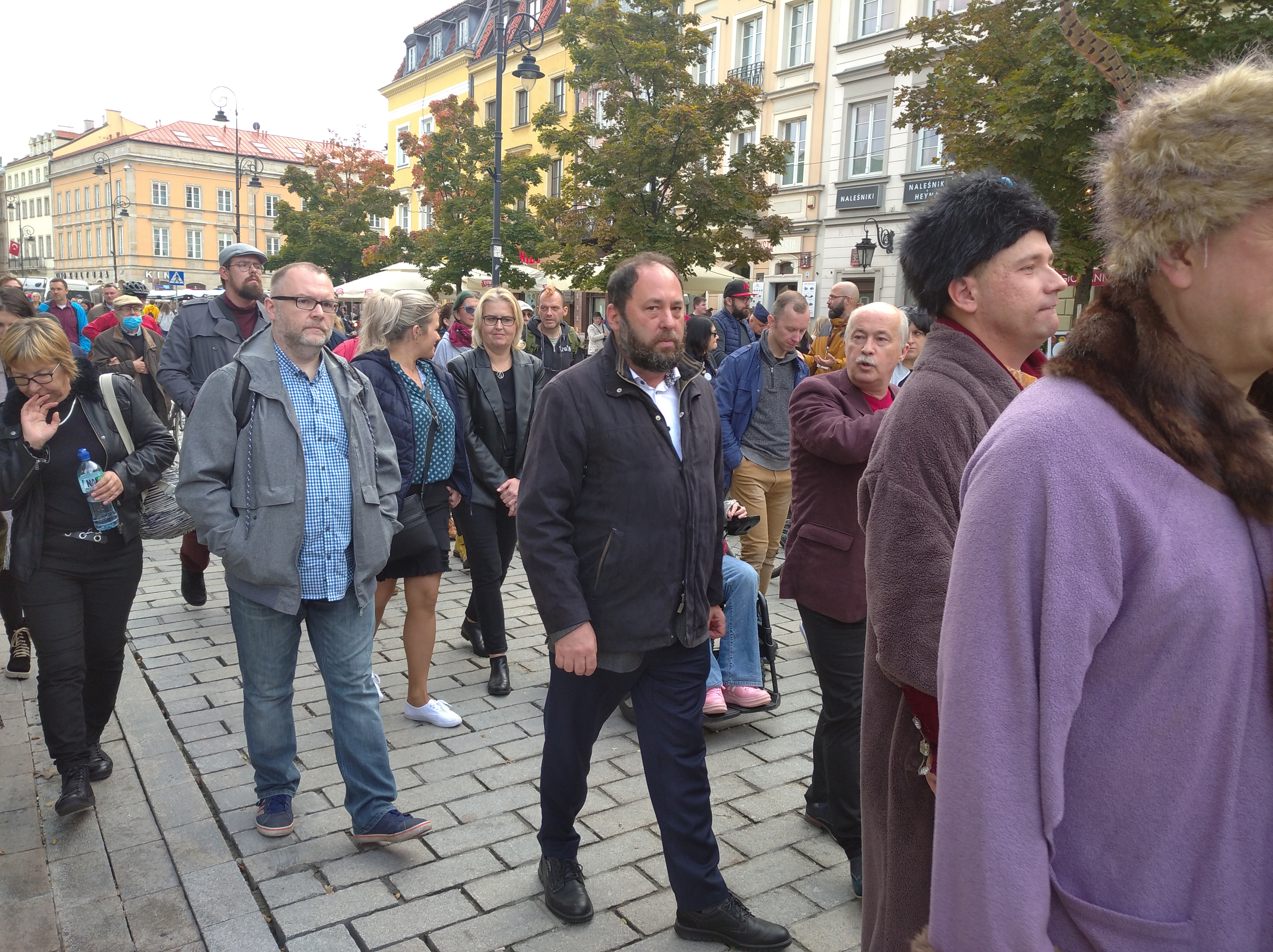
Jan Hartman podczas Marszu Ateistów w Warszawie (2021)

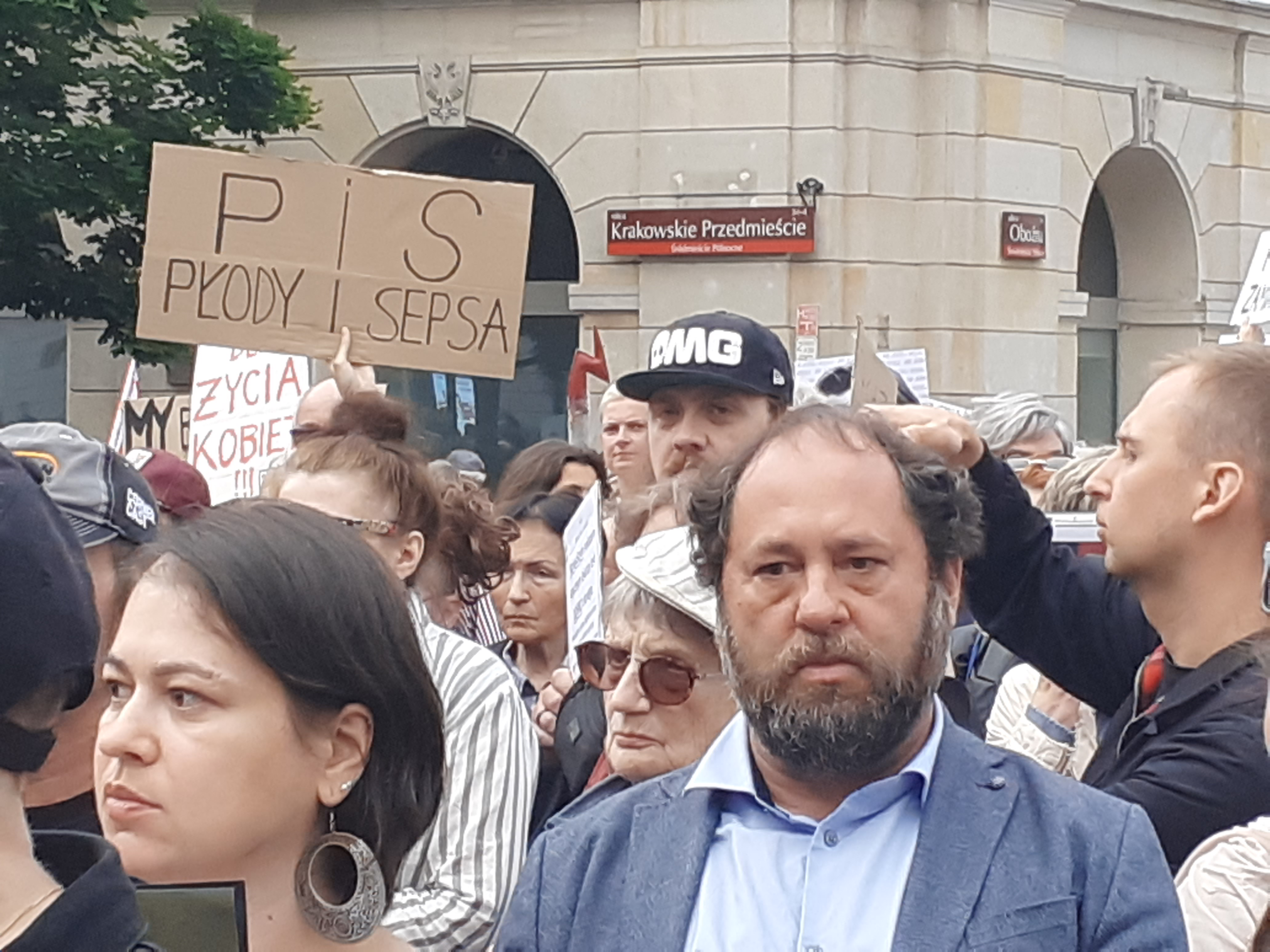
Jan Hartman w trakcie demonstracji pro-choice w Warszawie (2023)

Urodził się w zasymilowanej rodzinie żydowskiej. Jest synem Stanisława Hartmana i Krystyny z domu Lorenc (ur. 1939), a także praprawnukiem rabina Izaaka Kramsztyka.
Jest absolwentem XIV Liceum Ogólnokształcącego we Wrocławiu. W 1990 ukończył studia filozoficzne na Katolickim Uniwersytecie Lubelskim pod opieką prof. Mieczysława Krąpca. W latach 1990–1994 był doktorantem w Instytucie Filozofii Uniwersytetu Jagiellońskiego. W 1994 rozpoczął pracę jako asystent Instytutu Filozofii UJ. Od lutego 1995 był asystentem, a w październiku tego samego roku został adiunktem w Zakładzie Filozofii Medycyny Collegium Medicum UJ (przekształconym następnie w Zakład Filozofii i Bioetyki). W 2004 objął stanowisko kierownika tej jednostki.
Doktoryzował się na Uniwersytecie Jagiellońskim w 1995 pod kierunkiem profesora Władysława Stróżewskiego (na podstawie pracy pod tytułem Problematyka heurystyki filozoficznej). Stopień doktora habilitowanego uzyskał również na Wydziale Filozoficznym UJ w 2001 w oparciu o rozprawę zatytułowaną Techniki metafilozofii. W 2008 otrzymał tytuł naukowy profesora nauk humanistycznych. Następnie objął stanowisko profesora UJ (od 2011 profesora zwyczajnego). W latach 2005–2008 był profesorem Akademii Humanistycznej w Pułtusku. W 2009 został profesorem Małopolskiej Wyższej Szkoły Ekonomicznej w Tarnowie, gdzie pracował do 2012.
W pracy naukowej zajmuje się metafilozofią (heurystyką filozoficzną, opracował autorski projekt tzw. teorii neutrum), filozofią polityki, etyką i bioetyką.
Autor publikacji książkowych. Stały felietonista tygodnika „Polityka”. Publikował lub publikuje również m.in. w „Gazecie Wyborczej”, „Tygodniku Powszechnym”, „Dzienniku Gazecie Prawnej”, „Rzeczpospolitej”, „Newsweeku”, „Przeglądzie Politycznym”, „Liberté!”, „Przekroju”, „Marketingu w praktyce”, „Midzie” oraz na portalu wtv.pl. Pisał także felietony dla tygodnika „Fakty i Mity”. Do 2015 pełnił funkcję redaktora naczelnego czasopisma „Principia”, które założył w 1989. W 2009 otrzymał nagrodę Grand Press w kategorii publicystyka. Od lipca do sierpnia 2020 prowadził swój autorski program pt. Filozofia życia na antenie rozgłośni Halo.Radio, z którą rozstał się po zaproszeniu do studia Radosława Sikorskiego (wbrew zasadzie niezapraszania polityków do programów).
W latach 2002–2011 był wiceprezesem Polsko-Niemieckiego Towarzystwa Akademickiego, a w latach 2003–2011 był członkiem Komitetu Nauk Filozoficznych Polskiej Akademii Nauk. W latach 2007–2013 był członkiem (w tym od 2010 – wiceprezesem) B’nai B’rith Polska. W styczniu 2007 powołano go na przewodniczącego rady programowej Forum Liberalnego. W latach 2009–2010 był członkiem Zespołu ds. Etyki w Nauce przy ministrze nauki i szkolnictwa wyższego. W 2011 objął stanowisko przewodniczącego Zespołu ds. Dobrych Praktyk Akademickich w tymże resorcie, zrezygnował z niego w 2013, pozostając członkiem tego gremium.
Był członkiem Unii Wolności, a także członkiem komitetu poparcia Bronisława Komorowskiego jako kandydata na urząd prezydenta RP w 2010 w przedterminowych wyborach. W wyborach parlamentarnych w 2011 był bezpartyjnym kandydatem do Sejmu z listy Sojuszu Lewicy Demokratycznej (nie uzyskał mandatu). W 2012 przystąpił do think tanku Ruchu Palikota „Plan zmiany”, w tym samym roku został również wiceprzewodniczącym rady polityczno-programowej SLD. W 2013 został koordynatorem Europy Plus w województwie małopolskim. W tym samym roku wstąpił do partii Twój Ruch (był inicjatorem jej powołania), w której objął stanowisko przewodniczącego krajowej rady politycznej. W wyborach do Parlamentu Europejskiego w 2014 bezskutecznie ubiegał się o mandat w okręgu małopolsko-świętokrzyskim, startując z pierwszego miejsca na liście komitetu wyborczego Europa Plus Twój Ruch i uzyskując 14 280 głosów.
We wrześniu 2014 decyzją zarządu TR został usunięty z partii po publikacji dotyczącej kazirodztwa. Również władze Uniwersytetu Jagiellońskiego uznały ten artykuł za bulwersujący i odcięły się od niego. W maju 2015 zapowiedział tworzenie inicjatywy politycznej pod nazwą Wolność i Równość, a w sierpniu tegoż roku został przewodniczącym rady politycznej partii o takiej nazwie (wcześniej działającej jako Unia Lewicy). Później zaangażował się także w działalność Komitetu Obrony Demokracji. W wyborach samorządowych w 2018 kandydował bez powodzenia na radnego Warszawy z listy komitetu wyborczego SLD Lewica Razem, otrzymując 2,93% głosów w okręgu (1941 głosów). Został ogłoszony liderem listy Nowej Lewicy w okręgu nr 14 na wybory parlamentarne w 2023 roku, jednak usunięto go z niej jeszcze przed rejestracją listy ze względu na kontrowersyjne wypowiedzi.

### Kontrowersje
W marcu 2014 wziął udział w drugiej z kolei inscenizacji ścięcia ateisty Kazimierza Łyszczyńskiego na Rynku Starego Miasta w Warszawie, będącej finałowym wydarzeniem kostiumowego Marszu Ateistów. Wcielił się w rolę skazańca Łyszczyńskiego.
Sam marsz, jak i udział w nim Hartmana w roli centralnej postaci skazańca wywołał polemiki zarówno ze strony katolików, jak i ateistów. Głos zabrała m.in. Krystyna Pawłowicz, odmawiając ateistom prawa do urządzania przemarszów „w centrum stolicy Polski”. Z kolei ateiści jak Marcin Meller i Marcin Celiński zarzucili organizatorom i Hartmanowi kompromitowanie idei ateizmu poprzez jego publiczne manifestowanie w sposób ich zdaniem obraźliwy dla katolików. Na ataki odpowiedzieli Jan Hartman, Nina Sankari oraz Jacek Tabisz, uzasadniając prawo ateistów do manifestowania swoich poglądów. Polemiki te odbiły się echem w mediach.

## Życie prywatne
Od 1989 do 2023 roku żonaty z Barbarą Hartman. Ich córka Zofia Hartman urodziła się w 1998. Zadeklarowany ateista.

## Publikacje
- Sposób istnienia rzeczy materialnej według Sporu o istnienie świata R. Ingardena, Wyd. UMCS, Lublin 1993
- Heurystyka filozoficzna, Monografie FNP, Wrocław 1997
- Jak poważnie studiować filozofię, Wyd. Aureus, Kraków 1998, 2005, 2012
- Logika i filozofia. W stronę Jana Woleńskiego (red.), Wyd. Aureus, Kraków 2000
- Techniki metafilozofii, Wyd. Aureus, Kraków 2001
- Medytacje o pierwszej filozofii (tłum. Kartezjusza), Zielona Sowa, Kraków 2002, 2004
- Short Studies in Bioethics, Wyd. Aureus, Kraków 2003
- Słownik filozofii (red.), Zielona Sowa, Kraków 2004, 2007, 2009
- Wstęp do filozofii, Wydawnictwo Naukowe PWN, Warszawa 2005, 2006, 2008, 2013
- Przez filozofię, Wyd. Aureus, Kraków 2007
- Wiedza o etyce (współautor z Janem Woleńskim), Wydawnictwa Szkolne PWN, Bielsko-Biała 2008, 2009
- Bioetyka dla lekarzy, Oficyna Wolters Kluwer Polska, Warszawa 2009, 2011
- Widzialna ręka rynku. Filozofia w marketingu, Wyd. Aureus, Kraków 2010
- Polityka filozofii. Eseje, Universitas, Kraków 2010
- Wiedza – Byt – Człowiek. Z głównych zagadnień filozofii, Universitas, Kraków 2011
- Zebra Hartmana, Industrial, Łódź 2011
- Głupie pytania, Agora, Warszawa 2013
- Etyka! Poradnik dla grzeszników, Agora, Warszawa 2015
- Pochwała litości. Rzecz o wspólnocie, Wyd. UJ, Kraków 2017
- Zwierz Alpuhary. Felietony i blogi, Polityka, Warszawa 2017
- Polityka. Władza i nadzieja, Agora, Warszawa 2017
- Pochwała wolności, Wyd. UJ, Kraków 2020
- Etyka życia codziennego, WN PWN, Warszawa 2022
- Spowiedź antychrysta, Austeria, Kraków 2022
- Zmierzch filozofii, Austeria, Kraków 2023.
- Filozofia, WN PWN, Warszawa 2024.
- Etyka życia publicznego, WN PWN, Warszawa 2025.